# Abram Brand
Abram Brand (ur. 1923, zm. 2007 w Żarach) – polski działacz społeczności żydowskiej, wieloletni przewodniczący żarskiej filii Gminy Wyznaniowej Żydowskiej we Wrocławiu, w latach 1965–2007 przewodniczący żarskiego oddziału Towarzystwa Społeczno-Kulturalnego Żydów w Polsce oraz prezes Stowarzyszenia Żydów Kombatantów i Poszkodowanych w II Wojnie Światowej.
14 listopada 2000 został odznaczony Krzyżem Kawalerskim Orderu Odrodzenia Polski w uznaniu wybitnych zasług w działalności społecznej na rzecz społeczności żydowskiej. Pochowany jest w kwaterze żydowskiej cmentarza komunalnego przy ulicy Szpitalnej w Żarach.